# 胡珍
胡珍（1946年—），男，汉族，中华人民共和国政治人物，曾任中国文联副主席、党组成员、书记处书记，第十一届全国政协委员。

## 生平
2008年，当选第十一届全国政协委员，代表文化艺术界，分入第二十六组。